# Gillian Chung
Gillian Chung Yan-Tung (xinès tradicional: 钟欣桐; xinès: 钟欣桐, pinyin: Zhong Xintong, Hong Kong, 21 de gener de 1981) és una actriu i cantant. És coneguda per haver format part del duo femení cantopop Twins, al costat de Charlene Choi.

## Biografia
Gillian Chung va néixer a Hong Kong sota el seu nom original, en xinès: Chung-Dik saan (钟 狄 珊). Quan tenia un any d'edat, va morir el seu pare.
Després que va ser canviat, com a primer punt, Dik (狄), es considerava massa fort, la seva família, va decidir canviar el seu nom per Ca-Chung Lai (钟 嘉 励). Des de llavors, la partida de naixement té com a referència el seu nom actual. El seu nom en xinès: Chung Yan-tung (钟欣桐) és un nom suggerit per Mani Fok, qui havia consultat a un endeví. Es pensava que el seu nom tenia habilitats per a introduir en els negocis. Gillian, nom anglès es va donar quan encara era a l'escola secundària.
Es va graduar primer al Kowloon True Light Middle School i després va assistir a la William Angliss Institute of TAFE en Melbourne, Austràlia.

## Discografia
| Any  | Títol           | Notes            |
| ---- | --------------- | ---------------- |
| 2010 | Everyone Bounce | EP en cantonès   |
| 2010 | Move On...      | EP en cantonès   |
| 2013 | Vernicia Flower | Àlbum en mandarí |
| 2014 | Wholly Love     | Àlbum en mandarí |

## Filmografia

### Pel·lícules
| Any  | Títol anglès                   | Títol original       | Paper                         | Notes                                |
| ---- | ------------------------------ | -------------------- | ----------------------------- | ------------------------------------ |
| 2002 | U Man                          | 怪獸學園             | Candy Tong So-sum / Piggy     |                                      |
| 2002 | Summer Breeze of Love          | 這個夏天有異性       | Kammy Chung Lai-san           |                                      |
| 2002 | If U Care..                    | 賤精先生             | Gillian / Kiu                 |                                      |
| 2002 | Just One Look                  | 一碌蔗               | Decimator / Ghost girl        |                                      |
| 2003 | Happy Go Lucky                 | 低一點的天空         | Snow White / Snowie           |                                      |
| 2003 | Colour of the Truth            | 黑白森林             | Katie Wong                    |                                      |
| 2003 | The Twins Effect               | 千機變               | Gypsy                         |                                      |
| 2003 | The Spy Dad                    | 絕種鐵金剛           | Cream                         |                                      |
| 2003 | The Death Curse                | 古宅心慌慌           | Linda Ting                    |                                      |
| 2004 | Fantasia                       | 鬼馬狂想曲           | Chopstick Sister              |                                      |
| 2004 | Protege de la Rose Noire       | 見習黑玫瑰           | Gillian Lu                    |                                      |
| 2004 | Love on the Rocks              | 戀情告急             | Mandy                         |                                      |
| 2004 | Moving Targets                 | 新紮師兄2004         | Wing                          |                                      |
| 2004 | The Twins Effect II            | 千機變II之花都大戰   | Blue Bird                     |                                      |
| 2004 | Beyond Our Ken                 | 公主復仇記           | Chan Wai-ching                |                                      |
| 2004 | 6 AM                           | 大無謂               | Herself                       |                                      |
| 2005 | House of Fury                  | 精武家庭             | Natalie Yue                   |                                      |
| 2005 | Bug Me Not!                    | 蟲不知               | Auntie                        |                                      |
| 2006 | 49 Days                        | 犀照                 | Lam Siu-chin                  |                                      |
| 2007 | Twins Mission                  | 雙子神偷             | Pearl                         | Alternate title Let's Steal Together |
| 2007 | Naraka 19                      | 地獄第19層           | Rain                          |                                      |
| 2007 | Trivial Matters                | 破事兒               | Cheng Sze-wai                 |                                      |
| 2008 | Forever Enthralled             | 梅蘭芳               | Fu Zhifang                    | Scenes deleted                       |
| 2008 | W.                             | 小布希傳             | Belly dancer                  | Scenes deleted                       |
| 2010 | Just Another Pandora's Box     | 越光寶盒             | Sun Shangxiang                |                                      |
| 2010 | Ex                             | 前度                 | Yee                           |                                      |
| 2010 | The Fantastic Water Babes      | 出水芙蓉             | Gillian Law Kiu               |                                      |
| 2010 | Super Player                   | 大玩家               | Beauty                        |                                      |
| 2011 | Nightmare                      | 午夜凶夢             | Angela                        |                                      |
| 2013 | Love Retake                    | 愛情不NG             | Nina Su                       |                                      |
| 2013 | Ip Man: The Final Fight        | 葉問：終極一戰       | Chan Sei-mui                  |                                      |
| 2013 | The Midas Touch                | 超級經理人           | Chinese-Korean police officer | Cameo                                |
| 2013 | The Fox Lover                  | 白狐                 | Xiao Cui                      | Alternate title Bai Hu               |
| 2014 | Who is Undercover              | 王牌                 | Su Jie                        |                                      |
| 2015 | The Spirit of the Swords       | 情劍                 | Zhu Er                        |                                      |
| 2016 | I Love That Crazy Little Thing | 那件瘋狂的小事叫愛情 | Princess Loulan               | Cameo                                |
| 2016 | A Chinese Odyssey Part Three   | 大話西遊3            | Spring Thirteen Mother        |                                      |
| 2016 | The Wasted Times               | 羅曼蒂克消亡史       | Xiao Wu                       |                                      |
| 2017 | Soccer Killer                  | 仙球大戰             | Princess Changping            |                                      |
| 2017 | 77 Heartbreaks                 | 原諒他77次           | Heartbeat                     | Cameo                                |
| 2017 | The House That Never Dies II   | 京城81號2            | Ji Jincui                     |                                      |
| 2019 | Missing                        | 失蹤                 |                               |                                      |
| 2019 | Prison Flowers                 |                      |                               |                                      |

### Sèries de televisió
| Any  | Títol anglès                         | Títol original     | Paper                                     | Canal      | Notes              |
| ---- | ------------------------------------ | ------------------ | ----------------------------------------- | ---------- | ------------------ |
| 2001 | The Monkey King: Quest for the Sutra | 齊天大聖孫悟空     | Purple Rose                               | TVB        |                    |
| 2003 | All About Boy'z                      | 一起喝采           | Tina                                      | now.com.hk | Episodis 5, 9 & 10 |
| 2003 | Triumph in the Skies                 | 衝上雲霄           | Gillian                                   | TVB        | Episodi 6          |
| 2003 |                                      | 2半3更之困車立     | Kiu                                       | now.com.hk |                    |
| 2004 | Kung Fu Soccer                       | 功夫足球           | Kiu                                       | TVB        | Convidada          |
| 2004 | Sunshine Heartbeat                   | 赤沙印記@四葉草.2  | Dancer                                    | TVB        | Convidada          |
| 2004 |                                      | 家有寶貝           | Kiu                                       |            |                    |
| 2004 |                                      | 上海灘之俠醫傳奇   | Female assassin                           |            |                    |
| 2006 | Fox Volant of the Snowy Mountain     | 雪山飛狐           | Cheng Lingsu                              | ATV        |                    |
| 2006 | Project A                            | A計劃 / 盜海奇兵   | Mandy                                     | ATV        |                    |
| 2007 | The Spirit of the Sword              | 浣花洗劍錄         | Zhu'er                                    | ATV        |                    |
| 2011 | The Holy Pearl                       | 女媧傳說之靈珠     | Baixi Xianyue / Ding Yao                  | ZJSTV      |                    |
| 2011 | Da Tang Nü Xun An                    | 大唐女巡按         | Xie Yaohuan                               | Dragon TV  |                    |
| 2011 | Secret History of Empress Wu         | 武則天秘史         | Shangguan Wan'er                          | Hunan TV   |                    |
| 2012 | The Happy Marshal                    | 春光灿烂之欢乐元帅 | Tian Mao Nu / Xian Zi (Fairy) / Qiao Miao | GZTV       |                    |
| 2013 | Wheel of Fortune                     | 財神有道           | Eighth Princess                           | CCTV       |                    |
| 2014 | Swords of Legends                    | 古劍奇譚           | Princess Xunfang                          | HunanTV    |                    |
| 2015 | Extremely Urgent                     | 迫在眉睫           | Grace Chen Mo                             | CCTV       |                    |
| 2018 | Tree in the River                    | 动物系恋人啊       | Chu Zhi He                                | Sohu TV    |                    |

### Programes de varietats
| Any  | Programa                      | Notes              |
| ---- | ----------------------------- | ------------------ |
| 2019 | Actors Please Take Your Place | invitada           |
| 2017 | Ace vs Ace                    | (#2.04) - invitada |